# Magnus Boman (ishockeyspelare)
Magnus Boman, född 7 februari 1977, är en svensk före detta professionell ishockeyspelare (centerforward). Hans moderklubb är Bergnäsets AIK.
Boman spelade 31 grundseriematcher för Luleå HF mellan åren 1996 och 2000.